# Batrachoides waltersi
Batrachoides waltersi är en fiskart som beskrevs av Collette och Russo, 1981. Batrachoides waltersi ingår i släktet Batrachoides och familjen paddfiskar. IUCN kategoriserar arten globalt som livskraftig. Inga underarter finns listade.